# Noyal-Muzillac
Noyal-Muzillac (bret. Noal-Muzilheg) – miejscowość i gmina we Francji, w regionie Bretania, w departamencie Morbihan.
Według danych na rok 1990 gminę zamieszkiwały 1864 osoby, a gęstość zaludnienia wynosiła 38 osób/km² (wśród 1269 gmin Bretanii Noyal-Muzillac plasuje się na 337. miejscu pod względem liczby ludności, natomiast pod względem powierzchni na miejscu 84.).